# Malmbäck
Malmbäck är en tätort, belägen i Nässjö kommun 16 km sydväst om Nässjö, samt kyrkort i Malmbäcks socken. Orten ligger vid järnvägslinjen Halmstad-Nässjö

## Historia
Ortnamnet (1292: de Malbæc) innehåller sannolikt ordet "mal", grovt grus eller småsten (vid vatten) och "bäck", väl åsyftande den förbiflytande bäcken. Skrivningar med -m- uppträder först på 1400-talet.
Halmstad-Nässjö Järnvägar, blev i sin helhet blev klar 1882 och orten blev då ett stationssamhälle.

### Befolkningsutveckling
| Befolkningsutvecklingen i Malmbäck 1960–2020 | Befolkningsutvecklingen i Malmbäck 1960–2020 | Befolkningsutvecklingen i Malmbäck 1960–2020 | Befolkningsutvecklingen i Malmbäck 1960–2020 | Befolkningsutvecklingen i Malmbäck 1960–2020 |
| -------------------------------------------- | -------------------------------------------- | -------------------------------------------- | -------------------------------------------- | -------------------------------------------- |
|                                              |                                              |                                              |                                              |                                              |
| År                                           |                                              |                                              | Folkmängd                                    | Areal (ha)                                   |
| 1960                                         | 1960                                         |                                              | 1 146                                        |                                              |
| 1965                                         | 1965                                         |                                              | 1 152                                        |                                              |
| 1970                                         | 1970                                         |                                              | 1 207                                        |                                              |
| 1975                                         | 1975                                         |                                              | 1 243                                        |                                              |
| 1980                                         | 1980                                         |                                              | 1 197                                        |                                              |
| 1990                                         | 1990                                         |                                              | 1 170                                        | 143                                          |
| 1995                                         | 1995                                         |                                              | 1 138                                        | 146                                          |
| 2000                                         | 2000                                         |                                              | 1 068                                        | 146                                          |
| 2005                                         | 2005                                         |                                              | 1 016                                        | 146                                          |
| 2010                                         | 2010                                         |                                              | 1 031                                        | 146                                          |
| 2015                                         | 2015                                         |                                              | 1 087                                        | 183                                          |
| 2020                                         | 2020                                         |                                              | 1 112                                        | 194                                          |
|                                              |                                              |                                              |                                              |                                              |

## Näringsliv
Malmbäck har gamla traditioner inom möbel- och träbranschen. Numera finns viss tillverkning kvar, men en stor del av den förvärvsarbetande befolkningen pendlar till Nässjö, Forserum eller Bodafors.